# Kristoffer Khazeni
Kristoffer Mohsen Khazeni (in persiano کریستوفر محسن خازنی‎; Stoccolma, 25 giugno 1995) è un calciatore svedese di origini iraniane, centrocampista svincolato.

## Carriera
A livello giovanile cresce nel Kärrdals IF e nell'FC Djursholm, due squadre con sede nel circondario nord di Stoccolma.
Nel 2013 inizia da attaccante la sua prima parentesi in un campionato senior con la maglia del Danderyds SK, club che all'epoca militava in Division 5, ovvero il settimo livello della piramide calcistica svedese. L'anno seguente scende in campo con la stessa squadra in Division 4, la sesta serie nazionale.
All'età di 20 anni non compiuti, prima dell'inizio della stagione 2015, passa all'Enebybergs IF con cui gioca in Division 3, il quinto livello del calcio svedese. Il primo anno segna 9 reti in 21 gare di campionato, mentre l'anno successivo è il capocannoniere del proprio raggruppamento con 17 reti in 20 presenze.
Khazeni continua inizialmente a giocare in quinta serie anche con il passaggio all'IFK Stocksund, avvenuto prima dell'inizio dell'annata 2017. Anche in questo caso è capocannoniere del proprio girone, con un bilancio di 22 gol in 21 partite che aiutano la squadra a raggiungere comodamente il primo posto e la promozione. L'anno successivo, in quarta serie, realizza 11 gol in 21 incontri. A fine torneo viene eletto centrocampista dell'anno del suo raggruppamento di Division 2.
Nel 2019, all'età di quasi 24 anni, si trasferisce al Sylvia con cui gioca il suo primo campionato di Division 1, la terza serie nazionale dell'epoca. In 19 presenze mette complessivamente a segno 6 gol.
Un anno più tardi compie il salto in Allsvenskan approdando all'IFK Norrköping, società di cui il Sylvia era una squadra satellite. Nel 2020, tuttavia, Khazeni non scende mai in campo con i biancoblu per via prima di due infortuni distinti, prima al ginocchio e poi al piede. Il suo debutto in Allsvenskan si concretizza a quasi 26 anni, il 17 maggio 2021, quando subentra nella sconfitta sul campo del Varberg. Chiude la stagione con 20 presenze e un gol, quello segnato il 22 settembre nella vittoria in trasferta per 4-2 contro il Sirius.
La stagione 2022 di Khazeni viene segnata dalla notizia, comunicata dal club l'8 aprile, cinque giorni dopo la prima giornata di campionato, che vede Khazeni rimanere indisponibile fino a nuovo avviso a causa di una non specificata malattia. Ad agosto viene pubblicata un'intervista in cui il giocatore rivela che la malattia in questione era un tumore maligno al cervello operato nel maggio precedente, e che non sapeva se in futuro avrebbe potuto tornare a giocare a calcio o meno.
Nonostante ciò, Khazeni riesce a recuperare tanto da tornare ad allenarsi nei mesi a seguire, rientrando ufficialmente in campo l'11 marzo 2023 nei minuti finali del quarto di finale di Coppa di Svezia perso 3-0 sul campo dell'Häcken. Nel corso dell'Allsvenskan 2023 e 2024 totalizza complessivamente 33 presenze nell'arco del biennio, di cui solo 11 da titolare.
Al termine della stagione 2024 il giocatore dichiara di essere incerto sulla possibilità di continuare la carriera calcistica per via dell'affaticamento cerebrale. Il 31 dicembre 2024 scade il suo contratto con l'IFK Norrköping. Nel gennaio 2025 viene reso noto che, alcuni giorni prima, Khazeni era stato nuovamente operato per il tumore al cervello.